# Moularès
Moularès település Franciaországban, Tarn megyében. Lakosainak száma 255 fő (2022. január 1.). Moularès Crespin, Montauriol, Pampelonne, Saint-Jean-de-Marcel és Tanus községekkel határos.

## Népesség
A település népességének változása:
| Lakosok száma | 280  | 288  | 284  | 273  | 265  | 262  | 257  | 254  | 255  |
|               | 2013 | 2015 | 2016 | 2017 | 2018 | 2019 | 2020 | 2021 | 2022 |